# The Endless Forest
The Endless Forest (с англ. — «Бесконечный лес») — многопользовательская онлайн-игра, в которой игроки оказываются в роли оленей в тихом лесу. При этом в игре отсутствуют как определённые цели, так и игровой чат. Игроки общаются при помощи звуков, издаваемых оленями, и языка телодвижений. The Endless Forest может работать как приложение или как экранная заставка.
Игра создана бельгийской компанией Tale of Tales, которую в 2003 году основали Аурея Харви и Михаэль Самин (более известный как Entropy8Zuper!). Разработкой The Endless Forest занималась небольшая группа профессионалов, задавшихся целью исследовать выразительный потенциал компьютерной игры как художественной формы досуга.
Интересный аспект игры заключён в том, что её дальнейшее развитие во многом определяется игровым сообществом. Для связи с игроками на сайте компании-разработчика есть специальный форум.
Сами разработчики назвали The Endless Forest «многопользовательской онлайн-игрой и социальной заставкой». В то же время игру не относят к основному потоку MMORPG, в первую очередь из-за отсутствия в ней насилия и недостатка общения между игроками.

## Игровой процесс

### Основы
После регистрации игрок появляется в лесу в виде оленёнка. В этой форме быстро прекращается действие Лесного Волшебства. Немногим более чем через месяц оленёнок вырастает во взрослого оленя, и Лесное Волшебство действует так долго, как того захочет сам игрок.
Основные занятия в игре — исследование Леса, использование Лесного Волшебства и Лесных Действий, общение с другими оленями, сон, плавание. Иногда можно встретить оленей, прыгающих через камни и поваленные стволы, играющих в прятки или салочки, танцующих или просто бегающих по лесу стадами.

### АБИОГЕНЕЗ
АБИОГЕНЕЗ (англ. ABIOGENESIS) — период игры, во время которого авторы игры, Аурея Харви и Михаэль Самин, в роли божеств игрового мира изменяют его в реальном времени. При этом для авторов нет почти никаких ограничений: с неба падают камни, сверкают молнии, небо меняет цвет, из ниоткуда появляются радуги и цветы. АБИОГЕНЕЗ происходит либо в случайное время, когда этого захочется авторам игры, либо как организованное событие, для какого-либо выступления.

### Лесное Волшебство
Лесное Волшебство — основной способ изменить внешний вид своего оленя. Особенность игры в том, что игрок не может сам изменить собственный вид (исключение составляют некоторые виды рогов и окраска шкуры, полученная у Плачущего Идола). Для изменения внешнего вида необходимо, чтобы волшебство применил на тебя другой игрок. Задача игроков здесь — «договориться» о смене вида при помощи имеющихся действий и эмоций. Волшебство снимается через некоторое время или моментально, если олень поплавает в пруду. В то же время при выходе из игры действующее Волшебство сохраняется.
Самостоятельно игрок может получить 3 «украшения» для рогов:
- Гиацинты — в разных местах леса растут пурпурные цветы. Оказавшись в таком месте, игрок может украсить ими рога.
- Маки — красные цветы, растут у Руин, вдоль реки и у Плачущего Идола.
- Свечи — служат для украшения рогов, как маки и гиацинты, но появляются в Лесу только во время определённых событий (на Хэллоуин, например).

А также 2 окраса шкуры:
- Шкура благочестия (англ. Devout Pelt) — молитва у статуи Богов-Близнецов даёт игроку белую шкуру, розовые глаза и такие же рога (то есть делает оленя альбиносом), а в некоторых случаях голубоватое свечение вокруг головы. Игрок может передавать эту окраску другим оленям, но её эффект держится недолго.
- Красная шкура (англ. Red Pelt) — пробежав сквозь Плачущего Идола, стоящего у истока реки, игрок получает красную шкуру и красные рога. Этот эффект сохраняется сколько угодно долго.

Игроки также могут самостоятельно превратиться в лягушку, окунувшись в пруд.
На внешность игрока влияют ещё 4 фактора:
- Маска — поедание грибов, растущих на определённых деревьях, позволяет игроку передать другому оленю маску.
- Шкура — ложась на несколько секунд рядом со спящим оленем, игрок получает способность менять окрас шкуры других игроков.
- Превращения — заснув внутри круга из грибов, игрок получает способность превращать других игроков (в летучую мышь, голубя, лягушку, белку, ворону или уменьшенную копию оленя).
- Рога — если потереться рогами об одну из сосен, на землю падает сосновая шишка. Съев её, игрок получает способность менять рога других игроков.

### Лесные Действия
Поскольку в The Endless Forest нет окна чата или других средств «человеческого» общения, игрокам приходится ограничиваться набором действий, кнопки которых появляются в нижней части экрана. Группа основных действий позволяет лечь или встать, подать голос, прислушаться, подпрыгнуть и потереться рогами о дерево. Для выразительных целей есть ещё две группы действий. В первую входят эмоции, такие как дрожь от страха, склонённая в смущении голова, поклон и горестная, сгорбленная поза. В другой группе — движения: олень может танцевать, подниматься на задние ноги и качать головой в знак согласия или несогласия.
Каждый раз, когда игрок может использовать Лесное Волшебство, на экране появляется соответствующая кнопка действия. Есть также кнопка «поклонения», которую можно использовать только поблизости от статуи Богов-Близнецов, и кнопка снятия всего волшебства.

## Сеттинг
The Endless Forest состоит из семи основных областей: Первый лес, Берёзовый лес, Руины, Пруд, Старый дуб, Игровая площадка и Статуя Богов-Близнецов.

### Первый лес
Первый лес (англ. First Forest) — первая по времени создания локация игры и единственная вошедшая в первоначальный релиз. Флору этого места составляют маки, гиацинты и папоротники, а животный мир — голуби, бабочки, светлячки и белки. Бабочки порхают над гиацинтами днём, а ночью их сменяют светлячки.

### Берёзовый лес
Берёзовый лес (англ. Birch Forest) был добавлен в игру в Третьей фазе. Своими размерами он вдвое превосходит Первый лес. Атмосферу Берёзового леса создают берёзы, клёны, ягоды черники под ногами и маленькие птички в воздухе, которые могут садиться отдыхать на оленьи рога, если игрок ведёт себя очень тихо. Трава в Берёзовом лесу значительно выше, чем в других частях леса.

### Руины
Руины (англ. Ruin) были созданы во время Первой фазы для участия в четвёртой ежегодной выставке Ename Actueel, проходившей с 1 сентября по 30 октября 2005 года по инициативе Археологического музея бельгийского города Энаме. Куратор выставки Мишель Девиль предложил Tale of Tales принять в ней участие. Посетители выставки могли провести своего оленя по лесу, как и онлайн-игроки. Но когда они заканчивали игру и олень ложился спать, «дух» посетителя оставался бродить по лесу. Если один из онлайн-игроков встречал такую душу, ему становилась доступна новая кнопка действия, которую можно было использовать для обращения этой души. Если к концу дня игрокам удавалось «собрать» достаточно душ, возле руин появлялось христианское погребение. Если большинство душ оставалось в языческой вере, вместо надгробия возникал языческий идол. После окончания выставки Руины остались в точности теми же, какими их создали вначале. О большом готическом здании, напоминающем археологические реконструкции старинной церкви, теперь напоминает только его основание.

### Пруд
Пруд (англ. Pond) появился в Фазе 1.5. В его окрестностях прошёл первый в игре АБИОГЕНЕЗ. Пруд — это плакучие ивы, кувшинки и ярко окрашенные карпы кои. Из пруда вытекает небольшая речка, через которую переброшен мост. Одна из загадок игры — кто построил этот мост.
Погружение в воду Пруда снимает всё Волшебство, действующее в текущий момент на игрока, и превращает его (игрока) в лягушку. Принять прежнюю форму можно, выбравшись на берег или мелководье. Глубокая часть озера отгорожена от мелководья невидимой стеной, чтобы игроки случайно не упали в воду и не потеряли окраску, но стену можно легко преодолеть.
Далее по течению реки находится Плачущий Идол, названный так, потому что из глаз статуи бегут два водопада. Вокруг идола растут маки, а если пробежать статую насквозь, шкура оленя окрасится красным.

### Старый дуб
Старый дуб (англ. Old Oak) — большое дуплистое дерево, куда олени приходят отдохнуть. Характерная черта этого места — низкое монотонное гудение, которое можно услышать, подойдя к дубу достаточно близко.

### Игровая площадка
Игровая площадка (англ. Playground) появилась во время Третьей фазы, и название этому месту дали на форуме сообщества. Игровую площадку образуют три больших валуна и множество более мелких камней. Олени могут ходить между камней, взбираться на них и прыгать через них.
Иногда на всех трёх валунах появляются свечи, которыми олени могут воспользоваться, чтобы украсить себе рога.

#### «Дирмудский треугольник»
«Дирмудским треугольником» (англ. The Deermuda Triangle, по аналогии с Бермудским треугольником) назвали на игровом форуме место с тремя прямоугольными камнями, образующими треугольник. Официально это место не считается отдельной локацией. Некоторые из игроков утверждают, что в этом месте происходят загадочные вещи, хотя другие проводят там некоторое время и возвращаются невредимыми.

### Статуя Богов-Близнецов
Статуя Богов-Близнецов (англ. Twin Gods Statue) — центральное место для всех АБИОГЕНЕЗов. Во время АБИОГЕНЕЗа половинки статуи разделяются, и в их облике по лесу перемещаются создатели игры. Кроме того, если использовать действие «молитва» возле статуи, окрас шкуры изменится на время. Игроки часто оставляют своих оленей спать у основания статуи.

### De Drinkplaats
De Drinkplaats (с нидерл. — «водопой») — место, где олени собираются пить из неиссякающего источника. На входе в кольцо грибов с оленя спадают маски и окраска. Чем больше оленей собирается у водопоя, тем больше других животных приходит посмотреть на них. Вода из источника превращает оленя в одно из этих животных.
De Drinkplaats появилось в игре по просьбе Кристофа де Егера, для участия в выставке работ современных китайских и бельгийских художников Fantastic Illusions. Выставка проходила в сентябре-октябре 2009 в Шанхае и в ноябре в Кортрейке. В Кортрейке два компьютера с игрой установили в зале с картинами фламандского художника XVI века Саверея. Одна из этих картин, озаглавленная «Водопой», послужила вдохновением для этой локации леса.
Также в зоне De Drinkplaats иногда возникают различные объекты: цветы, камни, идолы. Они медленно появляются и медленно исчезают, растворяются в воздухе. Иногда исчезают таким образом и животные. Можно также увидеть и молнию.

### Те, кто был до нас
Многие объекты в лесу носят следы ручной обработки человеком, например, идол у истоков реки, Руины, могилы и клетка позади Руин, мост через реку и статуи лесного божества. Кто создал всё это, пока остаётся загадкой для игроков, и создатели игры не дают на неё ответа.

## Разработка

### Первая фаза
Прототип игры был предложен к разработке люксембургским Музеем современного искусства Великого герцога Жана в 2003 году. 12 сентября 2005 вышла первая версия Первой фазы.. В эту Фазу уже были включены Руины и возможность прыгать. 7 февраля вышла бета-версия 1.5, в которой появился АБИОГЕНЕЗ (англ. ABIOGENESIS). 13 февраля вышло обновление, в котором в лесу появился Пруд. В этой же версии прошли первые АБИОГЕНЕЗы (15, 16 и 18 февраля, в дни фестиваля ARTEFACT в Лёвене).

### Вторая фаза
Вторая фаза стартовала двумя месяцами позже, 26 апреля 2006. Разработчики значительно улучшили графику и звук в игре. В игровой процесс добавились Лесное Волшебство (англ. Forest Magic), возможность менять внешний вид своего «воплощения», несколько эмоций, доступных игрокам, гигантское дерево под названием Старый Дуб (англ. Old Oak); обновилась также система АБИОГЕНЕЗа. 29 сентября 2006 вышла версия 2.1, в которой появилась стадия Оленёнка (англ. Fawn). Это дополнение сделали для бельгийской передвижной выставки Pixel Me, рассчитанной на подростков. Выставка продолжала работу с октября 2006 по ноябрь 2008 года, останавливаясь в различных культурных центрах страны.
16 января 2007 года число зарегистрированных игроков проекта достигло 10 тыс., а число скачиваний игры превысило 64 тыс. Всё это время The Endless Forest поддерживали Музей современного искусства великого герцога Жана, «Vlaams Audiovisueel Fonds» и «Design Vlaanderen». 21 июня 2007 прошёл последний АБИОГЕНЕЗ Второй фазы. В день летнего солнцестояния The Endless Forest установила очередной собственный рекорд: одновременно в игру вошли более 80 человек. Сервер игры на тот момент не был рассчитан на такую нагрузку.

### Третья фаза
Третья стадия разработки The Endless Forest была представлена в 2007 году и добавила новую область леса — Березовый лес, который в два раза больше Первого леса. В этой области есть березы и платаны, синие ягоды и маленькие птицы
В 2016 году разработчики Tale of Tales запустили кампанию на Indiegogo для сбора средств на пересоздание игры с использованием современной технологии Unreal Engine. Целью кампании было сохранить игру и расширить её возможности. Кампания собрала 41 000 евро из запрашиваемых 40 000.
Пересоздание игры должно было занять от 12 до 18 месяцев, но по состоянию на 2021 год оно ещё не было завершено. На официальном сайте игры сообщается, что разработка продолжается, но без конкретных сроков.

## Отзывы
С самого первого релиза игра получает много положительных отзывов. The Endless Forest приглашали участвовать в выставках и фестивалях, таких как Le Cube Festival, Game/Play, Брэдфордский фестиваль анимации, IETM Autumn Plenary Meeting, фестиваль VELOCITY, Play Cultures, Els límits de la natura в Центре Ла Панера, Gameworld в LABoral Centro de Arte, Night Garden в Mediamatic, Mediaterra, Pixel Me, Edge Conditions в Музее искусств Сан-Хосе, и других. Кроме того, The Endless Forest посвящены несколько журнальных обзоров, например, в журнале GEE (Германия) и в Pittsburgh Post-Gazette. Игра также упоминалась в 16-м выпуске программы «Без винта» на российском телеканале Gameland TV.
Другие рецензии говорят о незаконченности игры и надежде на её дальнейшее развитие.
Каждый пятый из игроков узнал об игре из фан-арта на deviantART.
The Endless Forest получала также и отрицательные отзывы за недостаток качеств, которые обычно считают необходимыми для многопользовательских игр и видеоигр в целом.